# Вересень 2017
Вересень 2017 — дев'ятий місяць 2017 року, що розпочався в п'ятницю 1 вересня та закінчився в суботу 30 вересня.

## Події
- 1 вересня
  - Офіційно набула чинності угода про асоціацію між Україною та Європейським Союзом.
  - День знань; початок навчального року в Україні та ряді інших країн.
  - Національна рада України з питань телебачення і радіомовлення відмовила Громадському радіо у наданні ліцензії на мовлення у Луцьку, віддавши її «Хіт ФМ» (холдинг «ТАВР Медіа» Миколи Баграєва та Віктора Пінчука)[1].
  - Найбільший в історії спостережень NASA астероїд 3122 Флоренція пролетів на відстані 7 млн км від Землі[2][3].
  - У Гамбурзі відкрили Європейський рентгенівський лазер на вільних електронах[4]
- 2 вересня
  - Російські дипломати на вимогу влади США звільнили приміщення генерального консульства в Сан-Франциско, торгове представництво у Вашингтоні та торгове представництво у Нью-Йорку[5].
  - На Чемпіонаті світу з боксу, що проходив у Німеччині, Олександр Хижняк виборов золото у ваговій категорії до 75 кг[6].
  - Корабель Союз МС-04 із трьома космонавтами на борту (Ф. Юрчихін, Дж. Фішер та П. Пітсон) відстикувався від МКС та за декілька годин успішно приземлився на території Казахстану. На цьому завершилася робота 52-ї експедиції МКС.[7].
  - Криптовалюта Bitcoin встановила рекорд курсу до американського долара, перевищивши 4,5 тисяч доларів за одиницю[8].
- 3 вересня
  - КНДР провела випробування водневої бомби, що спричинило потужний землетрус амплітудою до 6,5 балів[9].
  - У Києві знищено триптих-графіті часів Євромайдану[10][11].
- 5 вересня
  - Верховна Рада України ухвалила Закон України «Про освіту», яким визначено, що мовою освітнього процесу в закладах освіти є державна мова[12].
- 6 вересня
  - Повені в Південній Азії забрали життя 1 300 осіб; постраждали 45 чоловік в Індії, Пакистані, Непалі та Бангладеш[13].
- 7 вересня
  - Ураган Ірма наближається до Північної Америки[14].
  - Найпотужніший за останні 100 років Землетрус у Мексиці магнітудою 8,1 бала. Загинуло 65 людей, близько 1,85 млн будинків залишилися без електроенергії.[15]
  - ДНК-аналіз не підтвердив слова іспанки, яка вважає себе дочкою Сальвадора Далі[16][17].
- 8 вересня
  - У центрі Києва по вул. Великій Васильківській, 5 внаслідок підриву автомобіля загинув вояк чеченського походження Алі Тімаєв, позивний Тимур Махаурі[18].
- 9 вересня
  - «Золотий лев» 74-го Венеційського міжнародного кінофестивалю отримав американський фільм Форма води Гільєрмо дель Торо[19].
- 10 вересня
  - На Відкритому чемпіонаті США з тенісу переможцем серед чоловіків став іспанець Рафаель Надаль (виграв титул утретє), серед жінок — американка Слоун Стівенс (виграла вперше); українка Марта Костюк вперше в історії України разом із сербкою Ольгою Данилович виграла чемпіонат у парному розряді серед юніорів.
  - Переможцем 72-ї гонки Вуельта Іспанії 2017 року став британець Кріс Фрум.
  - Позбавлений українського громадянства Міхеіл Саакашвілі прорвався до України через пункт пропуску Шегині.
  - У Південному Ланаркширі (Шотландія) знайшли останки понад 400 дітей, померлих у ранньому віці. У 2004 році повідомлялося про жорстоке поводження з вихованцями місцевого дитячого будинку[20].
- 11 вересня
  - Еліна Світоліна після виходу до четвертого кола на Відкритому чемпіонаті США з тенісу встановила національний рекорд: вперше піднялася на 3 сходинку світового рейтингу серед тенісистів обох статей[21][22].
  - Парламентські вибори в Норвегії
- 12 вересня
  - Рада Безпеки ООН схвалила нові санкції відносно Північної Кореї[23].
  - На муніципальних виборах[en] Москви перемогли біля 200 опозиційних кандидатів[24].
  - Запуск до Міжнародної космічної станції корабля Союз МС-06 із трьома космонавтами експедицій МКС-53 та МКС-54.[25]
- 13 вересня
  - У Львові розпочав роботу традиційний п'ятиденний Форум видавців[26].
- 14 вересня
  - У Білорусі розпочалися спільні стратегічні навчання Збройних сил Російської Федерації й Республіки Білорусь «Захід-2017»[27].
  - У Києві розпочала роботу триденна 14-та щорічна зустріч Ялтинська європейська стратегія (YES)[28].
  - У результаті подвійного теракту[en] в Іраку загинуло 74 людини, ще десятки отримали поранення. Відповідальність за теракти взяло на себе угруповання «Ісламська держава».[29]
- 15 вересня
  - Північна Корея знову запустила балістичну ракету, яка перелетіла територію Японії і впала в море приблизно в 2000 кілометрах на схід від острова Хоккайдо[30].
  - Космічна станція Кассіні завершила свою місію зануренням в атмосферу Сатурна[31].
  - У результаті теракту[en] в Лондонському метро від вибуху постраждало понад 20 осіб[32].
- 16 вересня
  - Під час пожежі у дитячому таборі «Вікторія» в Одесі, що сталася вночі, троє дітей загинуло, четверо постраждали[33].
- 17 вересня
  - Переможцем Чемпіонату Європи з баскетболу вперше стала збірна Словенії[34].
  - Мери 700 міст Каталонії вийшли на марш у підтримку референдуму за незалежність[35].
  - У Львові розпочався 83-й Конгрес Міжнародного ПЕН-клубу, що вперше відбувається в Україні[36][37].
  - Після смерті ямайчанки Вайолет Браун найстаршою жителькою Землі серед верифікованих у своїх державах осіб стала Христина Нагорна[38].
- 18 вересня
  - Україна вперше за 4 роки розмістила єврооблігації на 3 мільярди доларів[39].
- 19 вересня
  - Землетрус у Мексиці поблизу міста Пуебла де-Сарагоса магнітудою 7,1 бала. Загиблі понад 200 людей.[40]
  - Ураган Марія викликав катастрофічні руйнування на острові Домініка, який опинився в його епіцентрі[41]. Більше 90 % будівель на острові було пошкоджено або зруйновано[42]. Також постраждали Гваделупа, Мартиніка та острів Санта-Крус (Віргінські острови)[43].
- 20 вересня
  - Президент України Петро Порошенко виступив з 20-хвилинною промовою на 72-й Генасамблеї ООН та саміті Радбезу ООН з питань миротворчості[44].
  - Стало відомо, що Росія під час навчань «Захід-2017» відпрацювала масований ракетно-ядерний удар дальністю до 9 тисяч кілометрів[45][46].
- 21 вересня
  - Засновники української компанії «Greencubator» Андрій та Роман Зінченки отримали премію Стенфордського університету за проекти зеленої енергетики[47][48].
  - У Львові 12-річна школярка народила дитину і стала наймолодшою мамою в Україні[49][50].
- 23 вересня
  - Іран здійснив успішне випробування балістичної ракети середньої дальності «Хвасон-10»[51].
  - Парламентські вибори в Новій Зеландії[en].
- 24 вересня
  - Розпочалися спортивні змагання ветеранів бойових дій «Ігри Нескорених-2017» у канадському Торонто, у яких вперше змагатиметься українська команда[52]
  - Українська паралімпійська збірна з футболу перемогла на чемпіонаті світу[en] в Аргентині[53].
  - Парламентські вибори в Німеччині з обрання депутатів 19-го Бундестагу та нового канцлера[54][55][56]. Блок CDU/CSU отримав 33 %, SPD — 20,5 %, AfD — 12,6 %[57].
  - В Аугсбургу (Баварія) виявили фрагмент Біблії Гутенберга[58].
- 25 вересня
  - У Курдському регіоні Іраку пройшов невизнаний центральною владою цієї країни референдум про незалежність[59].
- 26 вересня
  - МЗС Угорщини заявило, що у відповідь на прийняття в Україні Закону «Про освіту» Уряд Угорщини буде блокувати рух України до ЄС[60].
  - У Калинівці Вінницької області — потужні вибухи на артилерійських складах, три населених пункти евакуйовані[61].
  - У Саудівській Аравії оголошено, що в 2018 році жінки зможуть керувати автомобілями[62].
- 27 вересня
  - Переможцем Кубку світу з шахів став вірменський шахіст Левон Аронян[63].
  - Повідомлено про віднайдення на грецькому острові Евбея храму Артеміди, описаного Страбоном[64].
  - На 92-му році життя помер засновник «Playboy» Х'ю Хефнер[65].
  - Господарський суд у рамках позову Антимонопольного комітету до «Газпрому» затвердив стягнення з відповідача 79,8 млн грн до державного бюджету[66].
- 28 вересня
  - У Чернівцях відбулося пікетування посольства Румунії з приводу неадекватних заяв щодо нового Закону «Про освіту»[67].
- 29 вересня
  - В Україні засновано Вищий суд з питань інтелектуальної власності[68].
- 30 вересня
  - Українська збірна завершила змагання в «Іграх Нескорених» з 14 медалями: 8 золотих, 3 срібних та 3 бронзових[69].
  - Міжнародна федерація важкої атлетики відсторонила на один рік від змагань збірні Вірменії, Азербайджану, Білорусі, Китаю, Молдови, Казахстану, Росії, Туреччини та України[70].